# Castianeira arnoldii
Castianeira arnoldii är en spindelart som beskrevs av Dmitry Evstratievich Kharitonov 1946. Castianeira arnoldii ingår i släktet Castianeira och familjen flinkspindlar.
Artens utbredningsområde är Uzbekistan. Inga underarter finns listade.